# Fotogramma metrico

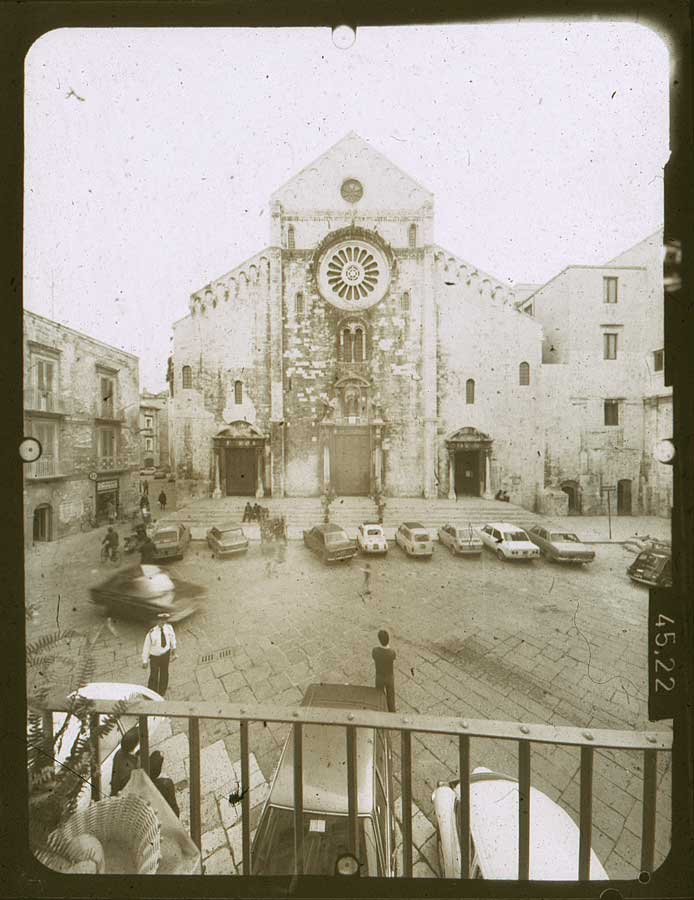
Fotogramma metrico ottenuto con la camera supergrangagolare Wild P31

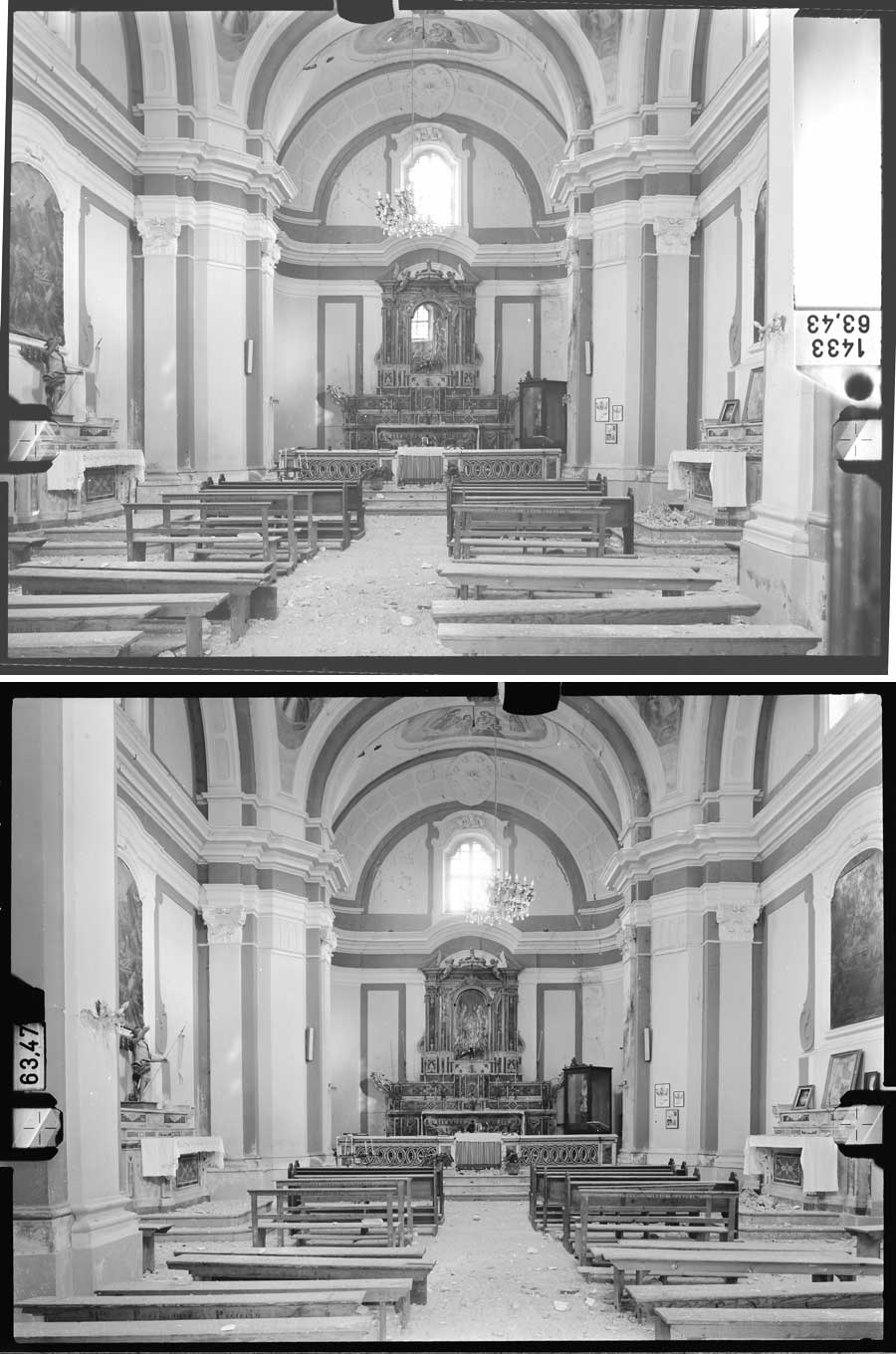
Chiesa del Pantano a Pignola (PZ)

Il fotogramma metrico è un'immagine ottenuta con una camera metrica, cioè con una macchina fotografica capace di fornire informazione sufficienti a ricostruire l'orientamento interno (rispetto al piano sensibile) ed esterno (rispetto al terreno) del fascio di raggi proiettante  l'immagine stessa.

## Caratteristiche

### Fotogramma tradizionale
Generalmente, nel caso della fotografia su pellicola, al momento dello scatto unitamente all'immagine vengono impresse:
- quattro o due marche di riferimento, poste sui bordi del fotogramma, destinate a consentire l'orientamento nel restitutore;
- un numero indicante la distanza principale, misurata in centesimi di millimetro.

In alcuni casi, per indicare il punto principale, viene impressa una marca di riferimento centrale, che ovviamente danneggia l'immagine fotografica.
A destra sono riportati i fotogrammi ottenuti con la camera metrica supergrandangolare Wild P31 e la camera stereometrica Wild C120. Per la prima i dati sono:
- formato immagine 9 x 12 cm.;
- distanza principale 45,22 mm., riportata sul lato  destro del fotogramma stesso. quattro marche poste sulla mezzeria dei lati,

Per la C120 abbiamo due fotogrammi, i cui dati sono:
- formato immagine 8 x 6 cm.;
- distanze principali in centesimi di millimetro 63,43 (sinistra) e 63,47 (destra), riportate sul bordo verticale;due marche di riferimento, poste sui lati verticali  a 2/3 dal bordo orizzontale superiore;
- spazio per ulteriori appunti sul fotogramma sinistro.

### Fotogramma digitale

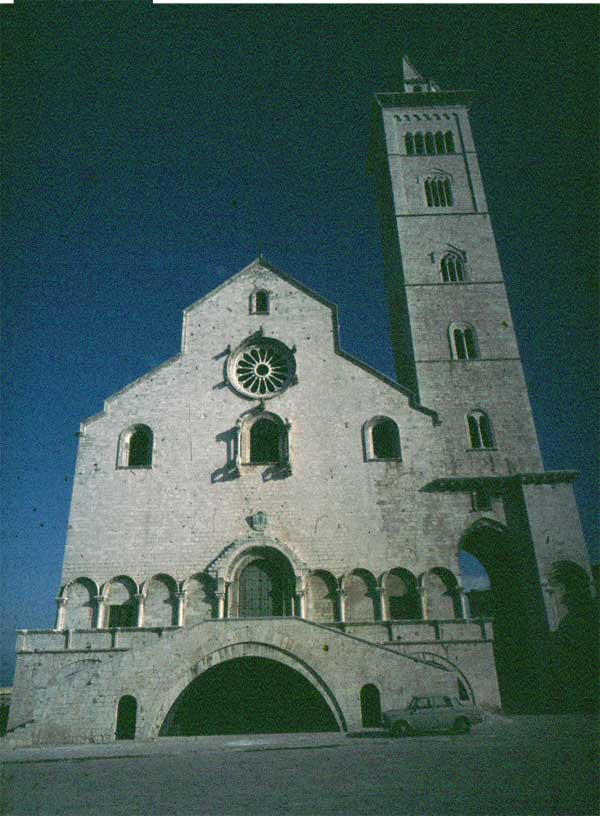
ripresa con macchina inclinata

La necessità di impressionare, sul fotogramma (insieme all'immagine dell'oggetto fotografato), le marche di riferimento, per conoscere la posizione della pellicola rispetto al quadro di appoggio della camera, è fondamentale perché detta posizione è variabile. Nella fotocamera digitale, invece, la posizione del sensore, destinato a fissare l'immagine, non varia e può far parte dei dati di taratura. Per quanto riguarda la distanza principale, è possibile conoscerla anche nella maggior parte delle comuni fotocamere, con l'ausilio di software dedicati.

## Punto principale
Il punto principale è dato dall'intersezione della perpendicolare al piano sensibile, condotta dal centro di proiezione (il punto coniugato posteriore dell'obiettivo). Da tener presente che detta perpendicolare difficilmente coincide con l'asse ottico dell'obiettivo, a causa del non sempre perfetto montaggio dello stesso. Sul fotogramma il punto principale viene individuato da due marche (punto di mezzeria della congiungente le stesse) o quattro marche di riferimento (intersezione delle congiungenti le parche opposte).

## Decentramento

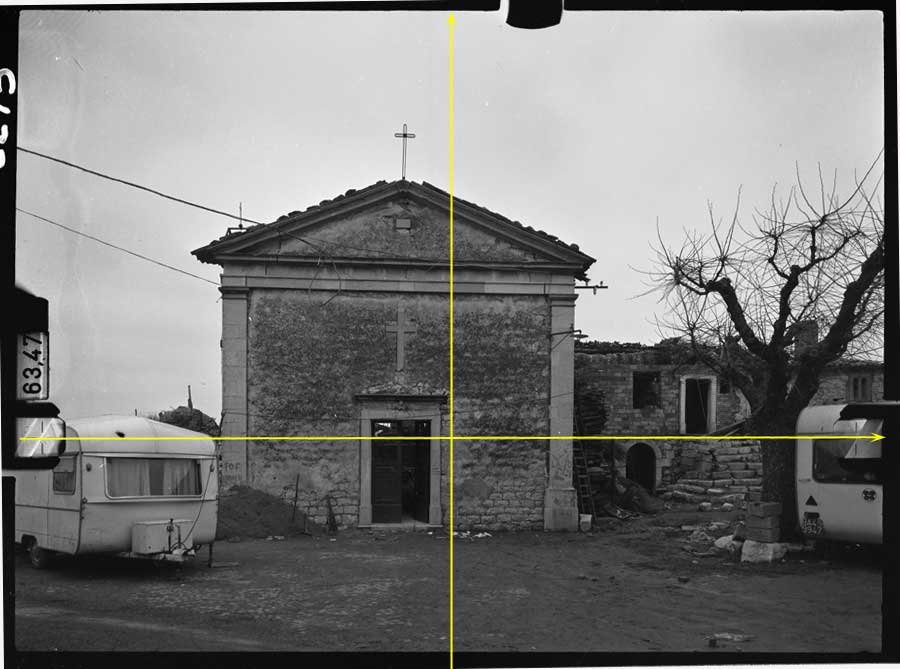
Fotogramma metrico ottenuto con la camera stereometrica Wild C120

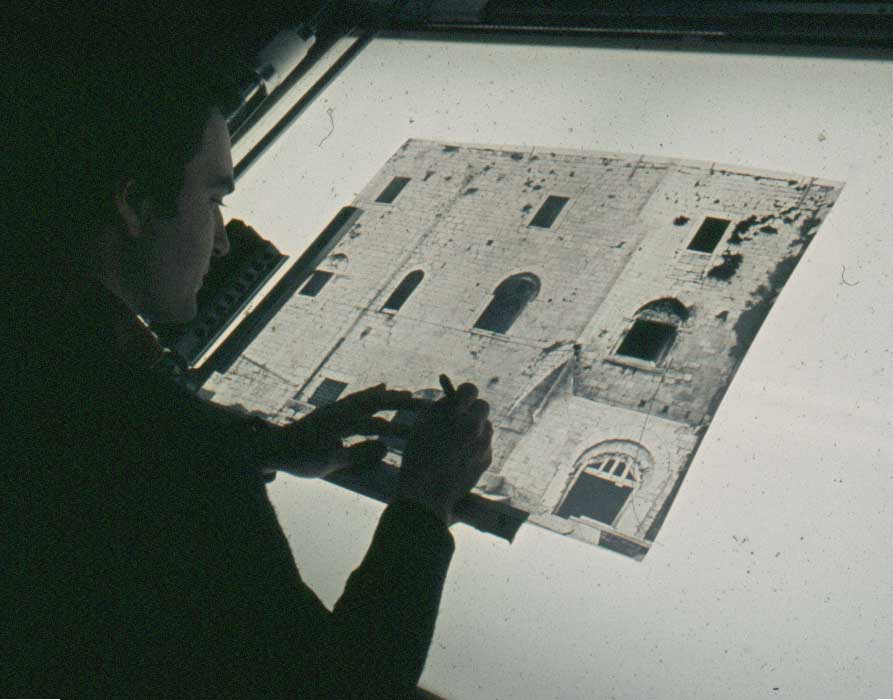
fotomosaico

Molto spesso si ha la presunzione, quando si effettua una restituzione prospettica, di ritenere che il punto principale sia dato dall'intersezione delle diagonali del fotogramma. Se generalmente detta scelta porta a piccoli errori, questi diventano inaccettabili in caso di ottica decentrata. Quando si fotografa la facciata di un edificio e si è costretti ad inclinare la macchina fotografica, si ha l'effetto poco piacevole delle linee cadenti. Per evitare la deformazione dell'immagine, occorre che il piano sensibile sia parallelo alla superficie fotografata, ma questo, nelle comuni camere, porta ad occupare gran parte del fotogramma con l'immagine del terreno. Torna utile, in questo caso, decentrare l'obiettivo, a condizione che la focale sia tale da consentire al cono-immagine di coprire sempre tutta la zona sensibile. Nell'esempio a destra è riportato un fotogramma della camera stereometrica Wild C120, che essendo stata costruita per il rilievo degli incidenti stradali ha un angolo di ripresa verticale di 17° verso l'alto e 32° verso il basso, proprio per evitare di essere inclinata verso il basso. Nel rilievo architettonico questa camera viene capovolta, cioè usata con il decentramento verso il basso, come viene evidenziato in figura. Da notare che in questo fotogramma le marche di riferimento sono solo due ed il punto principale si trova nella mezzeria della congiungente le stesse. Questa camera ha un focale di 60 mm su formato immagine 6 x 8 cm., mentre la distanza principale, riportata sul lato sinistro del fotogramma è di 63,47 mm.

### Video
- Fotogrammetria Architettonica: la fotografia, su youtube.com.
- Fotogrammetria Architettonica: la ripresa, su youtube.com.